# 粒子線
粒子線（りゅうしせん、英語: particle beam）とは、主にレプトン、ハドロン、（イオン化された）原子や分子などの粒子によるビームである。つまり、粒子が束状になって進んでいく状態である。
粒子線の代表的なものとして、電子線、陽子線、重粒子線、中性子線などがある。

## 利用
電子線は身近なものではテレビのブラウン管やプラズマテレビなどの放電式表示装置、研究や製造分野では、光学顕微鏡よりも高倍率で被写体深度の深い観察ができる電子顕微鏡、半導体マスク製造やウェハーなどへの直接描画による微細なパターンを形成するための電子線描画装置などに用いられる。
中性子線は物性物理学において結晶構造や磁気構造の解析（中性子散乱）の手段として利用されている。
また、イオン化した原子、分子などの粒子線を表面に当てて、表面構造を解析する手法（イオン散乱）も存在する。
荷電粒子の粒子線を人工的に作り出すためには加速器（シンクロトロン）が用いられる。
安定な放射性同位体を核破砕反応を使ってRIビームにする技術もあり、短寿命な放射性同位体の研究に利用されている。

## 関連記事
- 原子核物理学
- 素粒子物理学
- 表面物理学
- 粒子線治療